# Sudecki Oddział Straży Granicznej
Sudecki Oddział Straży Granicznej imienia Ziemi Kłodzkiej – zlikwidowany oddział Straży Granicznej, z siedzibą w Kłodzku ochraniający granicę polsko-czeską.

## Historia
7 maja 1991 Komendant Główny Straży Granicznej płk prof. dr hab. Marek Lisiecki wydał zarządzenie nr 021 na mocy którego 16 maja 1991 rozwiązano Sudecką Brygadę Wojsk Ochrony Pogranicza w Kłodzku. Jednocześnie na mocy tego zarządzenia został utworzony Sudecki Oddział Straży Granicznej w Kłodzku według etatu nr 44/08 o stanie osobowym 656 funkcjonariuszy i 50 pracowników urzędów państwowych. W momencie powstania oddziału w jego skład wchodziło 20 strażnic i granicznych placówek kontrolnych. Granicę w rejonie służbowej odpowiedzialności Sudeckiego Oddziału SG ochraniały strażnice znajdujące się w: Golińsku, Łomnicy, Bartnicy, Radkowie, Czermnej, Kotle, Zieleńcu, Lasówce, Lesicy, Boboszowie, Międzygórzu, Stroniu Śląskim, Lądku-Zdroju, Złotym Stoku, Gościcach i Jasienicy Górnej.
Graniczne placówki kontrolne (GPK) usytuowane były w Mieroszowie (przejście kolejowe Mieroszów – Meziměstí), Kudowie Słonem (przejście drogowe Kudowa Słone-Náchod), Międzylesiu (któremu podlegało przejście drogowe Boboszów-Dolní Lipka i kolejowe Międzylesie-Lichkov) we Wrocławiu-Strachowicach (przejście lotnicze) oraz Paczkowie (przejście drogowe Paczków-Bílý Potok).
W 1992 Minister Spraw Wewnętrznych decyzją z 12 maja 1992 zezwolił Sudeckiemu Oddziałowi Straży Granicznej w Kłodzku na ustanowienie i używanie sztandaru oraz wyraził zgodę na nadanie mu imienia Ziemi Kłodzkiej.
24 sierpnia 2005 w miejsce dotychczas funkcjonujących strażnic oraz granicznych placówek kontrolnych utworzono placówki Straży Granicznej. Funkcjonariusze i pracownicy pełniący służbę i zatrudnieni w strażnicach oraz granicznych placówkach kontrolnych Straży Granicznej stali się odpowiednio funkcjonariuszami i pracownikami placówek Straży Granicznej.
Zarządzeniem nr 64 Komendanta Głównego Straży Granicznej z 2 listopada 2010 określono i wprowadzono symbol Sudeckiego Oddziału Straży Granicznej.
1 lutego 2011 w skład Sudeckiego Oddziału SG weszły trzy placówki SG ochraniające wewnętrzną granicę Schengen – PSG w Kłodzku, Jeleniej Górze (z grupą zamiejscową w Wałbrzychu) i Legnicy – oraz jedna placówka ochraniająca zewnętrzną granicę państwa – PSG we Wrocławiu-Strachowicach (lotnisko). W strukturze Sudeckiego Oddziału SG znajdowała się także Wspólna Placówka w Kudowie Słonem, realizująca zadania polegające na zwiększeniu poziomu bezpieczeństwa poprzez współpracę służb granicznych, policyjnych i celnych Rzeczypospolitej Polskiej i Republiki Czeskiej.
Rozporządzeniem Ministra Spraw Wewnętrznych (6 marca 2013) z 15 listopada 2013 Sudecki Oddział Straży Granicznej został zniesiony w którego strukturze funkcjonowały 4 placówki graniczne i 1 grupa zamiejscowa. Jego kompetencje oraz zasięg terytorialny przejął Nadodrzański Oddział Straży Granicznej w Krośnie Odrzańskim.

## Zasięg terytorialny
Sudecki Oddział Straży Granicznej im. Ziemi Kłodzkiej w Kłodzku realizował zadania w południowo-zachodniej części Rzeczypospolitej Polskiej na terenie województwa dolnośląskiego, na granicy z Republiką Czeską.
Z dniem 12 stycznia 2002 zasięg terytorialny oddziału obejmował wchodzące w skład województwa dolnośląskiego powiaty: dzierżoniowski, kłodzki, milicki, oleśnicki, oławski, strzeliński, średzki, świdnicki, trzebnicki, wałbrzyski, wrocławski i ząbkowicki oraz miasta na
prawach powiatu: Wałbrzych i Wrocław.
Z dniem 24 sierpnia 2005 zasięg terytorialny oddziału obejmował wchodzące w skład województwa dolnośląskiego powiaty: dzierżoniowski, kłodzki, milicki, oleśnicki, oławski, strzeliński, średzki, świdnicki, trzebnicki, wałbrzyski, wrocławski i ząbkowicki oraz miasto na prawach powiatu: Wrocław.
Na dzień 1 kwietnia 2011 swoim zasięgiem terytorialnym obejmował województwo dolnośląskie z wyłączeniem powiatów: bolesławieckiego i zgorzeleckiego.

## Zadania
Do zadań SuOSG należała przede wszystkim ochrona szlaków komunikacyjnych o znaczeniu międzynarodowym przed przestępczością transgraniczną. Poza tym funkcjonariusze oddziału zajmowali się zwalczaniem zorganizowanej przestępczości, handlu ludźmi, ich przemytu do krajów zachodniej i południowej Europy i niedopuszczeniem do nielegalnego transgranicznego przemieszczenia narkotyków, odpadów, substancji promieniotwórczych, broni, amunicji, papierosów oraz innych towarów akcyzowych. Ponadto do zadań SG należało wykrywanie przestępstw i wykroczeń granicznych oraz ściganie ich sprawców.

## Komendanci oddziału
- płk SG Henryk Czajkowski (16.05.1991–31.10.1992)[10]
- ppłk SG Roman Makowski p.o. (1.11.1992–31.08.1993)[10]
- płk SG Jerzy Stec (1.09.1993–15.04.1997)[10]
- płk SG Andrzej Machlowski (16.04.1997–4.07.1999)[10]
- mjr SG Przemysław S. Kuźmiński (5.07.1999–16.09.2001)[10]
- kpt. SG Roman Łubiński (17.09.2001–31.01.2002)[10]
- płk SG Krzysztof Kędra p.o. (1.02.2002–11.04.2002)[10]
- płk SG Józef Ostapkowicz (12.04.2002–19.01.2006)[10]
- płk SG Piotr Drużdż (20.01.2006–21.05.2010)[10]
- płk SG Grzegorz Budny (22.05.2010[10] –30.09.2011[11])
- płk SG Antoni Ożóg p.o. (1.10.2011[11]–29.12.2011)[12]
- ppłk SG Waldemar Hołodniuk (30.12.2011[12]–17.06.2013[13])
- płk SG Marek Waszczuk (18.06.2013[13]–15.11.2013[14]).